# Endothel

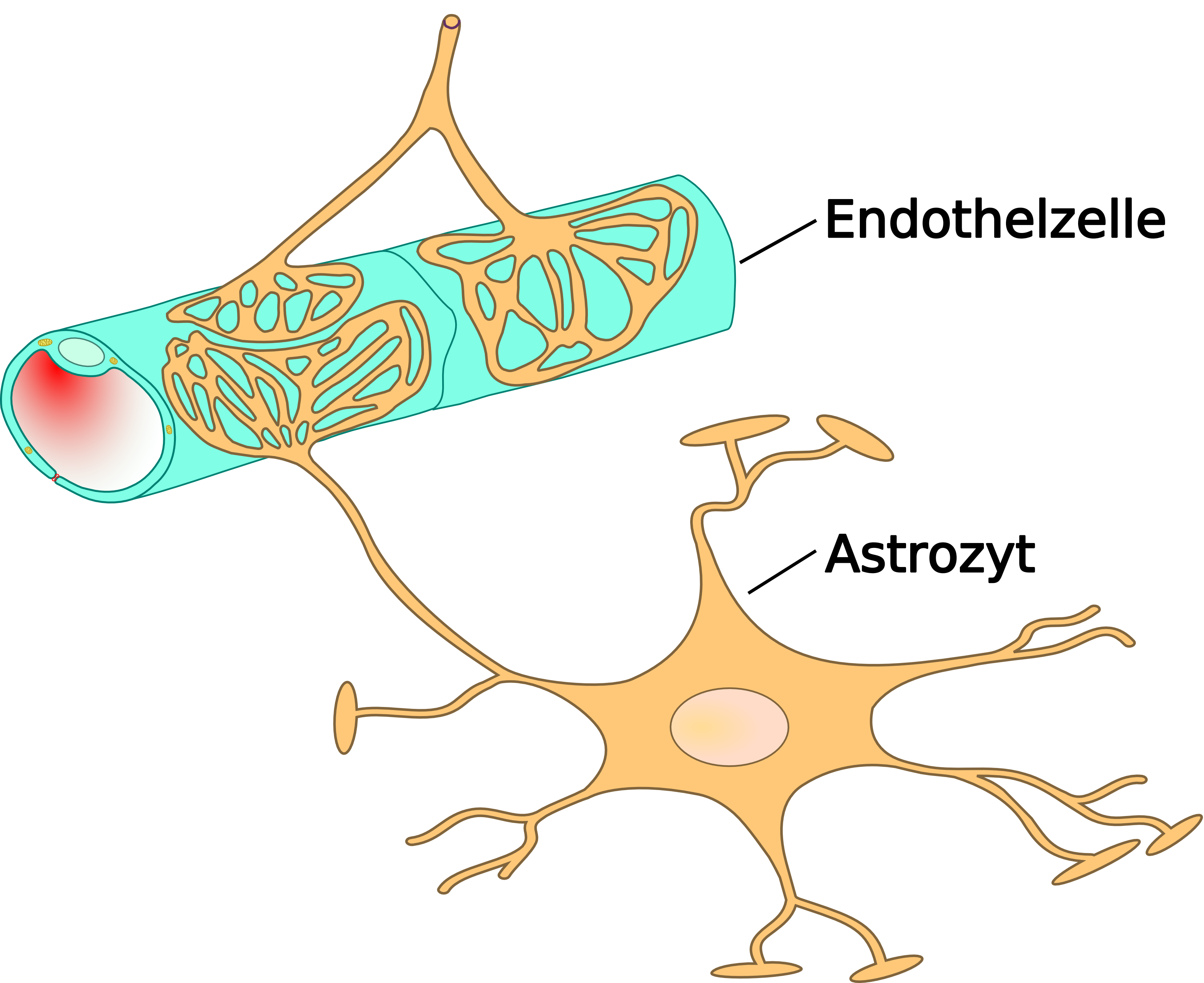
Schematische Darstellung des Endothels mit Astrozyten in der Blut-Hirn-Schranke

Als Endothel (lateinisch endothelium) oder Gefäßendothel bezeichnet man die zum Gefäßlumen hin gerichteten Zellen der innersten Wandschicht von Lymph- und Blutgefäßen (Tunica intima). Die Endothelzellen bilden gewissermaßen die Innenauskleidung von Gefäßen. Alle Gefäße aus dem Herz-Kreislauf-System der Wirbeltiere sind mit einer einzelligen Lage von Endothelzellen ausgekleidet.
Das Gesamtgewicht aller Endothelzellen eines Durchschnittsmenschen beträgt ein Kilogramm, die Anzahl der Endothelzellen eines menschlichen Körpers gut zehn Billionen und die dabei mit dem Blut in Kontakt tretende Fläche 4000 bis 7000 m². Dies alleine zeigt schon die Bedeutung des endothelialen Systems für den Gesamtorganismus.
Das hintere Epithel der Hornhaut wird auch als Hornhautendothel bezeichnet.

## Aufbau
Das Endothel besteht aus Endothelzellen, die ein einschichtiges Plattenepithel bilden, welches einer Basallamina aufsitzt.
Die endotheliale Glykokalyx kleidet luminal jedes gesunde Gefäß aus und ist neben der Endothelzelle selbst ein bedeutender Bestandteil der Gefäßbarriere. Die endotheliale Glykokalyx spielt beim Aufbau eines kolloidosmotischen Konzentrationsgefälles eine entscheidende Rolle: Der einwärts gerichtete Gradient, der Wasser und Protein im Gefäßsystem zurückhält, entsteht unterhalb der endothelialen Glykokalyx durch selektive Proteinfilterung über diese hinweg. Die Erkenntnisse über die endotheliale Glykokalyx zusammen mit der Feststellung, dass das Interstitium anders als über lange Zeit vermutet eine nahezu plasmagleiche Proteinkonzentration aufweist, führten zu einer Modifizierung der Starling-Gleichung.

## Funktion
Das Endothel ist mehr als eine bloße Beschichtung der Gefäßwand und in einer Vielzahl verschiedenster physiologischer Prozesse eingebunden:
- Es reguliert als Barriere den Stoffaustausch zwischen Gewebe und Blut.[4]
- Es produziert für die Regulation des Blutdrucks wichtige Substanzen, z. B. Stickstoffmonoxid (NO), welches der Regulation des Tonus der Gefäßmuskulatur im Herz-Kreislauf-System dient.[5]
- Weiterhin beeinflusst es die Fließfähigkeit des Blutes, u. a. durch Hemmung und Aktivierung von Gerinnungsprozessen.
- Endothelzellen produzieren einen für die Aktivation der Fibrinolyse wichtigen Faktor, den Gewebsplasminogenaktivator (tPA). Dieser Faktor aktiviert durch hydrolytische Spaltung die Bildung von Plasmin aus Plasminogen und moduliert somit die Thrombenlösung im Organismus.[5]
- Das Endothel spielt auch eine wichtige Rolle bei Entzündungsvorgängen. Verschiedene körpereigene oder mikrobielle Substanzen können das Endothel lokal aktivieren. Diese Aktivierung führt dazu, dass sich bestimmte weiße Blutkörperchen (Leukozyten), wie z. B. neutrophile Granulozyten, Monozyten, Makrophagen und T-Lymphozyten, aus dem Blut an das Endothel binden und ihrerseits aktiviert werden.[6] Die aktivierten Leukozyten wandern dann bei der Leukodiapedese (auch Transmigration genannt) durch das Endothel in das darunterliegende Gewebe und helfen dort, Infektionen zu bekämpfen.
- Die Sprossung neuer, von bereits vorhandenen Blutgefäßen ausgehender Gefäße erfolgt ebenfalls durch Endothelzellen (Angiogenese).[7]

Eine Funktionsstörung des Endothels (Endotheliale Dysfunktion, Endotheldefekt) ist ein wesentlicher Faktor zahlreicher Erkrankungen des Herz-Kreislauf-Systems (kardiovaskuläre Erkrankungen), wie etwa Bluthochdruck, Arteriosklerose und koronarer Herzkrankheit.

## Verschiedene Arten des Endothels in Kapillaren
Siehe auch: Abschnitt Blutkapillaren im Artikel Kapillare (Anatomie)
In Kapillaren des Blutkreislaufs gibt es drei verschiedene Arten von Endothel: das kontinuierliche, das fenestrierte und das diskontinuierliche Endothel. Die Durchlässigkeit der verschiedenen Endothelarten für wasserlösliche Stoffe im Blut nimmt in der genannten Reihenfolge zu. Entsprechend werden auch die Kapillaren in drei Gruppen unterteilt:

### Kontinuierliche Endothelschicht
Das kontinuierliche Endothel ist für größere im Blut gelöste Moleküle vergleichsweise undurchlässig. Es kommt in vielen Organen und Geweben vor, beispielsweise in der Skelettmuskulatur, der Haut und der Lunge.

### Fenestrierte Endothelschicht
Das fenestrierte Endothel ist schon um einiges durchlässiger: Auch größere Moleküle passieren die „Fenster“ (lat. fenestra) im Endothel ohne Probleme. Diese Fenster sind im Durchmesser etwa 70 nm groß und besitzen – beim Menschen mit einer Ausnahme, der Niere – immer Diaphragmata (vorstellbar als Speichen), die die Durchlässigkeit für sehr große Moleküle und Zellen wieder ein wenig einschränken. Im Zentralnervensystem findet sich dieser Endotheltyp in den meisten Zirkumventrikulären Organen. Diese Endothelart besitzt wie das kontinuierliche Endothel eine durchgehende Basalmembran und kommt im Nierenglomerulus, im Darm sowie in endokrinen Drüsen vor.

### Diskontinuierliche Endothelschicht
Das diskontinuierliche Endothel ist sehr durchlässig. Die Endothelzellen stehen zum Teil nicht in Kontakt miteinander, was große Lücken in der Endothelwand zur Folge hat. Zusätzlich ist die Basalmembran unterbrochen. Ein Beispiel ist das Endothel der Leber.